# Kis tér (Prága)

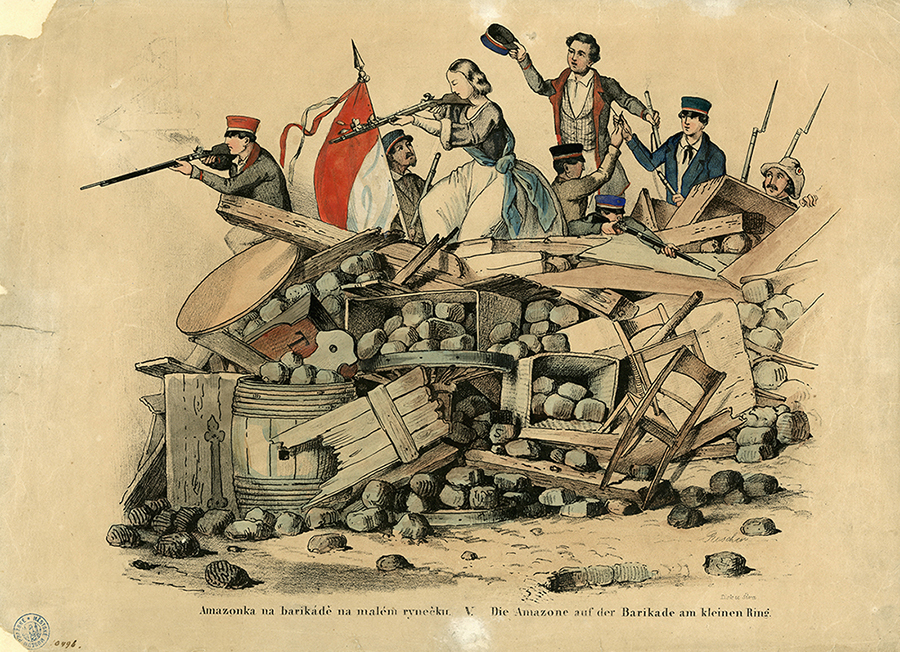
A pünkösdi felkelés idején épült barikád a téren

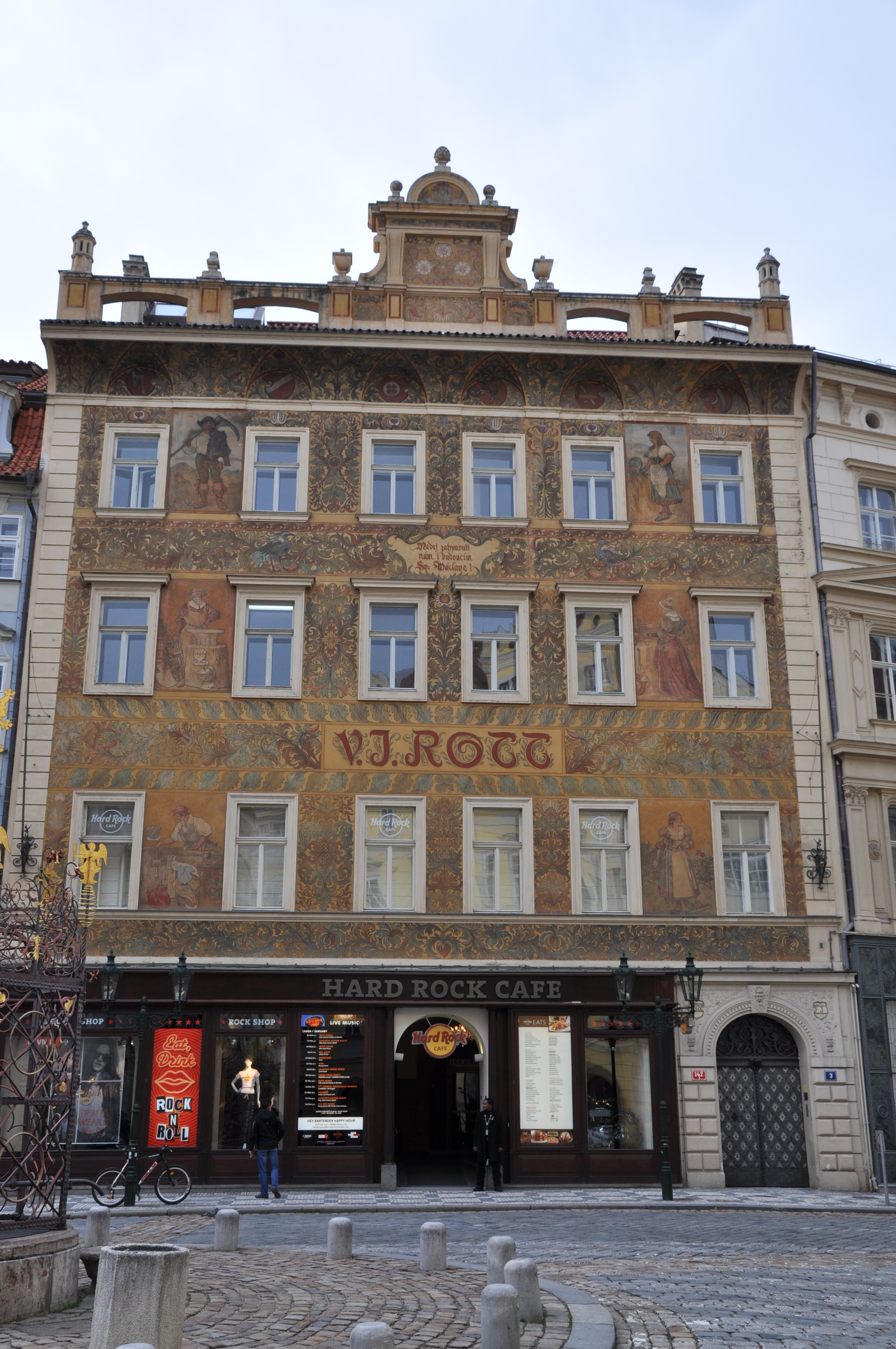
A Rott-ház

A Kis tér (Malé náměstí, régiesen Kispiac, Malý rynek, sőt Malý ryneček) Prága Óvárosának egyik háromszögletű tere az Óváros tér és a Franz Kafka tér közvetlen közelében. A téren áthaladt az Óvárostól az egykori királyi vár felé vezető út. Az Óváros tértől csak egy rövid utcaszakasz választja el.

## Története
Helyén már a középkorban egy alapvetően kereskedők lakta falu terült el. Ez a 18/19. század fordulóján vesztette el eredeti jellegét — ekkor a kis házakat lebontották, és helyükön a most látható polgárházakat építették fel.
A tér mai körvonala már a 11. században nagyjából kialakult; itt volt a gyümölcspiac.
A mai formának nagyjából megfelelő kiépítését 1891. február 13-án hagyta jóvá a városi tanács. Eredetileg itt kívánták felállítani Husz János emlékművét, de azt végül az ide ugyancsak tervezett villamosvonal miatt áttelepítették az Óváros térre.

## Látnivalók, építészeti érdekességek
A tér északkeleti oldalán megmaradtak a házak egykori gótikus árkádjai. A legtöbb háznak külön neve és címere van.
A legérdekesebb épület az 1660 körül épült, késő reneszánsz stílusú, sarokerkéllyel ellátott sarokház (4/10.) Ennek homlokzatán még felfedezhetők az egykori, figurális sgraffito díszítés maradványai.
A tér „büszkesége”
- a nyugati oldalán álló és 1897-ben épült, neoreneszánsz Rott-ház (Rottův dům, más néven Három rózsa ház, illetve

Pytlíkovský-ház]] (Dům Pytlíkovský, 142/3.). Gazdagon díszített homlokzatának képeit Mikoláš Aleš kartonjai alapján festették fel. A házban eredetileg egy kisebb vasmű működött; jelenleg szálloda.
A tér közepén álló díszkút reneszánsz rácsait 1560-ban kovácsolták; a rácsokat 1877–1878-ban újította fel Jindřich Duffé lakatos.
A Richter-ház (Richtrův dům, 459/11.) a 18. század végén épült polgárház. Építéséhez a korábban itt állt kisebb épületeket lebontották, köztük azt az „U Mouřenina” nevű épületet is, amelyben 14. század második felében egy bizonyos Augustin nevű, Firenzéből jött patikus gyógyszertára működött. Gyönyörű klasszicista kapuja a 19. század elején készült. Érdekessége, hogy itt alakították ki 1887-ben Prága első telefonközpontját, amely 1902-ig működött ebben az épületben.
A tér további nevezetes házai:
- Pezoltovský-ház,[1] illetve Arany szarv ház (U Zlatého rohu, čp. 4/10.)
- Arany kettes ház (U Zlaté dvojky čp. 5/9.)
- Három kard ház (U Tří mečů čp. 6/8.)
- Három ajak ház (U Tří lipů čp. 7/7.)
- Sárga szobor ház (U Žluté sochy čp. 8/6.)
- Három kémény ház (U Tří kominíčků čp. 9/5.)
- Arany korona ház (U Zlaté koruny — sarokház, Károly utca čp. 455/4.)
- Fekete csikó ház (U Černého koníčka, čp. 456/14.)
- Arany sas ház (U Zlatého orla čp. 457/13.)
- Arany liliom ház (U Zlaté lilie čp. 458/12.)
- Fekete bárány ház (U Černého beránka čp. 138/4.)
- Fehér oroszlán ház (U Bílého lva čp. 143/2.)
- Az angyalhoz címzettek.

Ez utóbbi a déli oldalon áll, és nemcsak U anděla, hanem In Paradise néven is ismert (144/1.), és arról nevezetes, hogy itt az ugyancsak Firenzéből érkezett Angelo császári patikusnak, a Jindřišská utcai Angyalkert tulajdonosának már 1374-ben patikája volt.

## Fordítás
- Ez a szócikk részben vagy egészben  a   Malé náměstí (Praha) című cseh Wikipédia-szócikk ezen változatának fordításán alapul.  Az eredeti cikk szerkesztőit annak laptörténete sorolja fel. Ez a jelzés csupán a megfogalmazás eredetét és a szerzői jogokat jelzi, nem szolgál a cikkben szereplő információk forrásmegjelöléseként.